# Vanda Michalková
Vanda Michalková (* 2002, Bratislava) je slovenská reprezentantka ve sportovním lezení, mistryně Slovenska v lezení na obtížnost i v boulderingu a juniorská vicemistryně Evropy v boulderingu. Již ve svých čtrnácti letech se zařadila mezi nejlepší slovenské lezkyně vůbec.

## Výkony a ocenění
- 2015 a 2016: již jako juniorská závodnice se na výjimku zúčastnila Mistrovství Slovenska a dvakrát zvítězila v lezení na obtížnost, jednou v boulderingu
- 2016 a 2017: na Evropském poháru juniorů získala již sedm medailí v jednotlivých závodech (2/3/2), v roce 2017 celkově stříbro v boulderingu i druhé místo na mistrovství Evropy juniorů
- 2015: ve skalách přelezla cestu obtížnosti 8b+, což se vyrovnalo nejlepším slovenským lezeckým výkonům žen[2], v roce 2017 přelezla dvě 8c

### Skalní lezení
- 14.11.2015: Missing link 8b+, Osp, Slovinsko (zatím nejvyšší obtížnost, kterou přelezly slovenské lezkyně)[3]
- 26.2.2017: T-1 Full Equip, 8c, Oliana, Španělsko
- 4/2017: Strelovod, 8c, Mišja Peč, Slovinsko
- 4/2017: Kajti je deklica, 8b+, Mišja Peč, Slovinsko
- 7/2017: Ixeia 8b+, Rodellar
- 7/2017: Philipe cuisinere, 8b+, Rodellar
- 7/2017: Espirit rebeld, 8b, Rodellar
- 7/2017: Eclipse Cerebral, 8b, Rodellar

### Závodní výsledky
| Mistrovství Slovenska | Mistrovství Slovenska | Mistrovství Slovenska |
| Rok                   | 2015                  | 2016                  |
| --------------------- | --------------------- | --------------------- |
| Obtížnost             | 1                     | 1                     |
| Bouldering            |                       | 1                     |

| Mistrovství světa juniorů | Mistrovství světa juniorů | Mistrovství světa juniorů |
| Rok                       | 2016 kat. B               | 2017 kat. B               |
| ------------------------- | ------------------------- | ------------------------- |
| Obtížnost                 | 12                        | 8                         |
| Rychlost                  | —                         | 52                        |
| Bouldering                | —                         | 11                        |
| Kombinace*                | —                         | 13                        |

* v roce 2017 se na MSJ hodnotila ještě kombinace podle olympijského formátu (pořadí třech disciplín se násobilo)
| Mistrovství Evropy juniorů | Mistrovství Evropy juniorů | Mistrovství Evropy juniorů |
| Rok                        | 2016 kat. B                | 2017 kat. B                |
| -------------------------- | -------------------------- | -------------------------- |
| Obtížnost                  | 4                          |                            |
| Bouldering                 | 4                          | 2                          |

| Evropský pohár juniorů | Evropský pohár juniorů | Evropský pohár juniorů |
| Rok                    | 2016 kat. B            | 2017 kat. B            |
| ---------------------- | ---------------------- | ---------------------- |
| Obtížnost              | 5                      | 4                      |
| jednotlivě* (0/1/1)    | 4,6                    | ,4,,11                 |
|                        |                        |                        |
| Bouldering             | 5                      | 2                      |
| jednotlivě* (2/2/1)    | 4,7,,20,-              | ,,11                   |

* pozn.: nalevo jsou poslední závody v roce